# 네덜란드령 동인도
네덜란드령 동인도(네덜란드어: Nederlands Oost-Indië / Nederlands-Indië, 인도네시아어: Hindia-Belanda / Hindia Timur Belanda)는 1800년부터 1949년까지 현재의 인도네시아에 존재했던 네덜란드의 식민지이다.
1800년 1월 1일 네덜란드 동인도 회사가 국영화되면서 형성되었다. 19세기부터 네덜란드는 패권주의적인 확장을 통해 수마트라섬, 자와섬, 보르네오섬, 소순다 열도, 술라웨시섬, 말루쿠 제도, 파푸아섬 등 인도네시아에 위치한 여러 섬들을 식민지로 통치하였으며 20세기 초반에는 이 지역이 최대 면적에 이를 정도로 확장되었다.
태평양 전쟁 시기였던 1942년 2월부터 1945년 8월까지는 일본 제국에 점령되기도 했으며 1945년 8월 17일에는 인도네시아의 민족주의자들이 인도네시아의 독립을 선언하였다. 인도네시아 독립 전쟁의 결과로 네덜란드는 1949년 12월 27일에 인도네시아의 독립과 주권을 인정하게 된다.

## 같이 보기
- 위키미디어 공용에 네덜란드령 동인도 관련 미디어 분류가 있습니다.
- 네덜란드 동인도 회사
- 네덜란드령 동인도 총독 목록(인도네시아어판, 네덜란드어판)